# Château Sociando-Mallet
Das Château Sociando-Malletist ein Weingut im Weinbaugebiet Bordeaux. 

## Lage, Anbaufläche und Rebsorten
Château Sociando-Mallet liegt in Saint-Seurin-de-Cadourne in der Appellation Haut-Médoc auf der nördlichen Médoc-Halbinsel.  Das Gut besitzt ca. 66 Hektar bestockte Rebfläche, von denen 54 % mit der Rebsorte Cabernet Sauvignon, 45 % mit Merlot, 1 % mit Petit Verdot und Cabernet Franc bestockt sind. Das Gut liegt an der Gironde nördlich von Saint-Estèphe. Neben dem ersten Wein wird auch ein Zweitwein namens La Demoiselle de Sociando-Mallet produziert.
Das Gut befindet sich seit 1969 in privatem Besitz von Jean Gautreau. Als eines von weniger als zehn Medoc-Chateaus war Sociando unter den Cru-Bourgeois-Gütern bis vor kurzem als Cru Bourgeois Exceptionel (CBE) eingestuft. Mittlerweile muss ein Gut sich innerhalb der Alliance des Crus Bourgeois du Médoc, Vereinigung der CB-Güter zum Status-Erhalt, wiederbewerben. Auf diese Prozedur verzichtet Gautreau; sein Gut steht aus seiner Sicht auch ohne offizielle Einstufung an der Spitze aller Crus Bourgeois. 

## Weine
Die Weine aus mittleren bis guten Jahren werden regelmäßig von Robert Parker mit 90 oder mehr Parker-Punkten als „Hervorragende Weine“ gewertet, so die Jahrgänge 2005 (91 PP), 2003 (94 PP), 2000 (93 PP), 1990 (93 PP), 1982 (92 PP), 1997, 1996, 1995, 1989, 1986 und 1985 (je 90 PP). 
Jean Gautreau vinifiziert seine Weine im klassischen konservativen Bordeauxstil, so dass die Rotweine oft ausgesprochen lange in der Kellerlagerung reifen müssen, empfohlenermaßen über 10 bis 15 Jahre, und durch ihre straffe Machart und Betonung des Cabernet Sauvignon nicht jedermanns Fall sind.
Eine strenge Auslese der Trauben von Rebstöcken, die älter als zehn Jahre alt sind, und eine lange Maischegärung erzeugen einen geschmackvollen Wein mit tiefdunkler Farbe. Der Wein von Sociando hat ein spezielles Bukett; in ihm findet man unter anderem auch den Duft von Himbeeren. Wenn sie noch jung sind, erscheinen diese Weine etwas streng, mit dem Alter wird jedoch die Klasse eines Haut-Medoc erreicht. Dadurch ergibt sich auch die lange Lagerfähigkeit. Bis zur Abfüllung auf dem Gut reift der Wein in Eichenholzfässern, den Barriques.